# 藤枝市民グラウンドサッカー場
藤枝市民グラウンドサッカー場（ふじえだしみんグラウンドサッカーじょう）は、静岡県藤枝市の藤枝市民グラウンドにあるサッカーなどの専用スタジアムである。施設は藤枝市が所有し、株式会社協栄静岡支店が指定管理者として運営管理を行っている。

## 概要
1967年に完成したサッカー専用の球技場で、「サッカーのまち」藤枝を象徴する施設として、静岡県内でもいち早く天然芝を取り入れたグラウンドとして開設された（日本初の天然芝サッカー場との言及もある）。
1982年に結成された中央防犯サッカー部（現：アビスパ福岡）のホームスタジアムとして使用された。藤枝MYFCのホームグラウンドとしても使用されてきたが、Jリーグ加入後は藤枝総合運動公園サッカー場をホームスタジアムとして使用しており、Jリーグのトップカテゴリーで使用されたことはない（1993年から1996年にJサテライトリーグでジュビロ磐田・清水エスパルスのホームゲームを開催したり、2021年・2022年にJリーグユース選手権大会で藤枝MYFCのホームゲームを開催したことはある）。

## 施設概要
2012年度に管理棟の耐震補強改修を行い、2015年度に芝生の張替えとともに、メインスタンド・バックスタンドのベンチ席をすべて改修する工事を実施、約2,500席収容のスタンドとして生まれ変わった。
- 収容人員:3500人（座席2500人　メインスタンド中央部と管理棟：鉄筋コンクリート造、メインスタンド両端部とバックスタンド：鉄骨製）
- 照明設備無し
- 敷地面積：13,223㎡
- 天然芝グラウンド：105m×68m

## アクセス
しずてつジャストライン志太温泉線「志太温泉」停留所から徒歩約2分。（JR東海道線藤枝駅からバス（瀬古まわり）で8分。（市役所まわりは17分。））